# Berestyn
Berestyn (ukrainisch Берестин) ist eine Stadt in der ukrainischen Oblast Charkiw und das administrative Zentrum des gleichnamigen Rajons mit etwa 18.500 Einwohnern (2023).

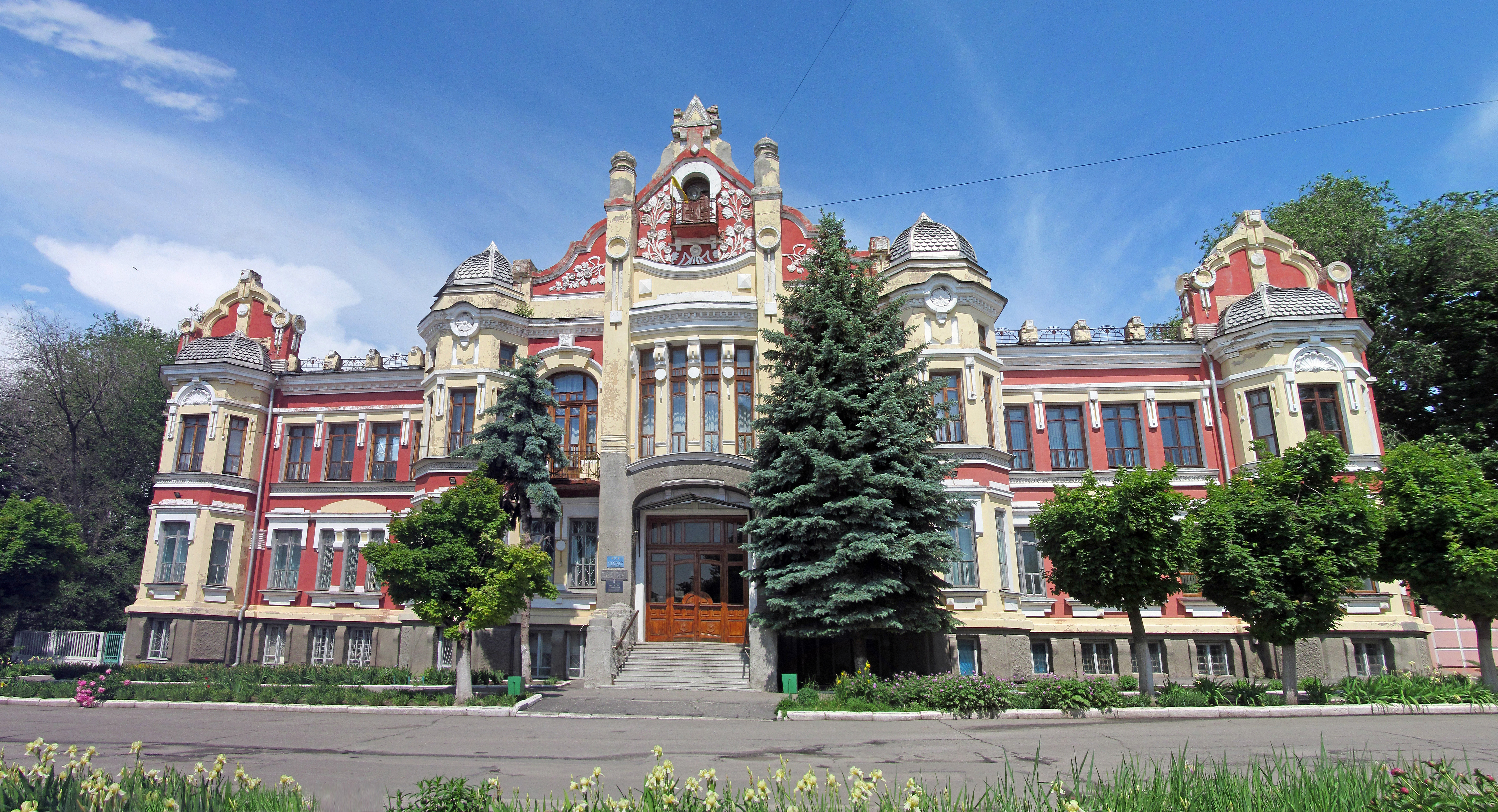
Anwesen im Ort

## Geographie
Berestyn liegt an der Berestowa in der geografischen Mitte des Rajon Berestyn 100 km südlich des Oblastzentrums Charkiw und 85 km östlich von Poltawa.
Die Stadt hat eine Anbindung an die Fernstraße M 18/E 105 und einen Bahnhof an der Bahnstrecke Dnipro–Charkiw–Poltawa–Losowa.

## Klima
Das Klima ist gemäßigt kontinental. Die durchschnittliche Temperatur beträgt im Januar −7,2 °C und im Juli beträgt sie 20,8 °C. Die absolute Höchsttemperatur beträgt 37 °C, die Minimaltemperatur −35 °C. Die durchschnittliche Niederschlagsmenge beträgt 536 mm.

## Geschichte
Gegründet wurde das heutige Berestyn zwischen 1731 und 1733 als Festung namens Bilewsk (ukrainisch Білевськ) an der Verteidigungslinie der russischen Südgrenze zwischen dem Dnepr und dem Donez.
Nach dem russisch-türkischen Krieg von 1768 bis 1774 verlor die Festung, von der heute noch Reste vorhanden sind, ihre strategische Bedeutung. Der zwischenzeitlich um die Festung gewachsene Ort wurde 1784 per Dekret von Zarin Katharina der Großen nach deren Enkel Konstantin in Konstantinograd (ukrainisch Kostjantynohrad) umbenannt. Zu dieser Zeit hatte die Siedlung bereits 130 Häuser mit 617 Bewohnern.
1797 erhielt die Ortschaft den Status einer Stadt die dann ab 1802 Provinzhauptstadt in dem russischen Gouvernement Poltawa war. Im Jahr 1810 lebten hier 1.680 Menschen. Im Anschluss an den Russischen Bürgerkrieg erhielt die Stadt 1922 die Bezeichnung Krasnograd (zu deutsch „Rote Stadt“) nach der roten Symbolfarbe der im Bürgerkrieg siegreichen Kommunisten.
Im Zweiten Weltkrieg war die Stadt vom 20. September 1941 bis zum 18. September 1943 von Truppen der Wehrmacht besetzt.
Am 19. September 2024 beschloss die Werchowna Rada die Umbenennung der Stadt in Berestyn mit Wirkung vom 26. September 2024.

## Verwaltungsgliederung
Am 12. Juni 2020 wurde die Stadt zum Zentrum der neugegründeten Stadtgemeinde Krasnohrad (Красноградська міська громада/Krasnohradska miska hromada). Zu dieser zählen auch die 21 in der untenstehenden Tabelle aufgelisteten Dörfer sowie die 4 Ansiedlungen Doslidne, Kumy, Pokrowske und Stepowe, bis dahin bildete sie zusammen mit den Dörfern Doslidne, Kumy und Stepowe die gleichnamige Stadtratsgemeinde Krasnohrad (Красноградська міська рада/Krasnohradska miska rada) im Westen des heutigen Rajons Berestyn (bis 2024 Rajon Krasnohrad).
Folgende Orte sind neben dem Hauptort Krasnohrad Teil der Gemeinde:
| Name                       | Name              | Name                                                 |
| ukrainisch transkribiert   | ukrainisch        | russisch                                             |
| -------------------------- | ----------------- | ---------------------------------------------------- |
| Berestowenka               | Берестовенька     | Берестовенька                                        |
| Chrestyschtsche            | Хрестище          | Крестище (Krestischtsche)                            |
| Doslidne                   | Дослідне          | Дослидное (Doslidnoje)                               |
| Hirtschakiwka              | Гірчаківка        | Горчаковка (Gortschakowka)                           |
| Hranowe                    | Гранове           | Граново (Granowo)                                    |
| Iwaniwske                  | Іванівське        | Ивановское (Iwanowskoje)                             |
| Kalyniwka                  | Калинівка         | Калиновка (Kalinowka)                                |
| Kobziwka                   | Кобцівка          | Кобцевка (Kobzewka)                                  |
| Kumy                       | Куми              | Кумы                                                 |
| Kyryliwka                  | Кирилівка         | Кирилловка (Kirilowka)                               |
| Mokrjanka                  | Мокрянка          | Мокрянка                                             |
| Mykolo-Komyschuwata        | Миколо-Комишувата | Николо-Камышеватая (Nikolo-Kamyschewataja)           |
| Nowoseliwka                | Новоселівка       | Новосёловка (Nowosjolowka)                           |
| Oleniwka                   | Оленівка          | Оленовка (Olenowka)                                  |
| Perschotrawnewe            | Першотравневе     | Першотравневое (Perschotrawnewoje)                   |
| Pischtschanka              | Піщанка           | Песчанка (Pestschanka)                               |
| Pokrowske                  | Покровське        | Покровское (Pokrowskoje)                             |
| Sorjane (bis 2016 Leninka) | Зоряне (Ленінка)  | Звёздное/Swjosdnoje oder Зоряное (Sorjanoje)/Ленинка |
| Stepowe                    | Степове           | Степовое (Stepowoje)                                 |
| Switle                     | Світле            | Светлое (Swetloje)                                   |
| Tscherwone                 | Червоне           | Червоное (Tscherwonoje)                              |
| Tyschenkiwka               | Тишенківка        | Тишенковка (Tischenkowka)                            |
| Ukrajinka                  | Українка          | Украинка (Ukrainka)                                  |
| Wyschnewe                  | Вишневе           | Вишнёвое (Wischnjowoje)                              |
| Wyssoke                    | Високе            | Высокое (Wyssokoje)                                  |

## Bevölkerungsentwicklung
| 1784 | 1810  | 1897  | 1923   | 1926   | 1939   | 1959   | 1970   | 1979   | 1989   | 2001   | 2015   | 2019   |
| ---- | ----- | ----- | ------ | ------ | ------ | ------ | ------ | ------ | ------ | ------ | ------ | ------ |
| 617  | 1.680 | 6.455 | 11.409 | 12.708 | 16.499 | 15.419 | 18.386 | 23.374 | 26.398 | 22.670 | 21.143 | 20.447 |

Quelle:

## Söhne und Töchter der Stadt
- Leonid Perwomajskyj (1908–1973), Schriftsteller und Dichter
- Anatoly Shapiro (1913–2005), jüdischer Soldat der Roten Armee
- Andrij Lunin (* 1999), Fußballtorwart
- Mychajlo Mudryk (* 2001), Fußballspieler